# Czerwone Stawki Gąsienicowe
Czerwone Stawki Gąsienicowe lub po prostu Czerwone Stawki – niewielkie i płytkie tatrzańskie jeziora położone w zachodniej części Doliny Gąsienicowej. Leżą one na wschód od Zielonego Stawu Gąsienicowego. Od północy ogranicza je morena czołowa. Powyżej nich znajdują się niewielkie kotlinki z blokami skalnymi i kosodrzewiną.
Wyróżnia się 2 stawy:

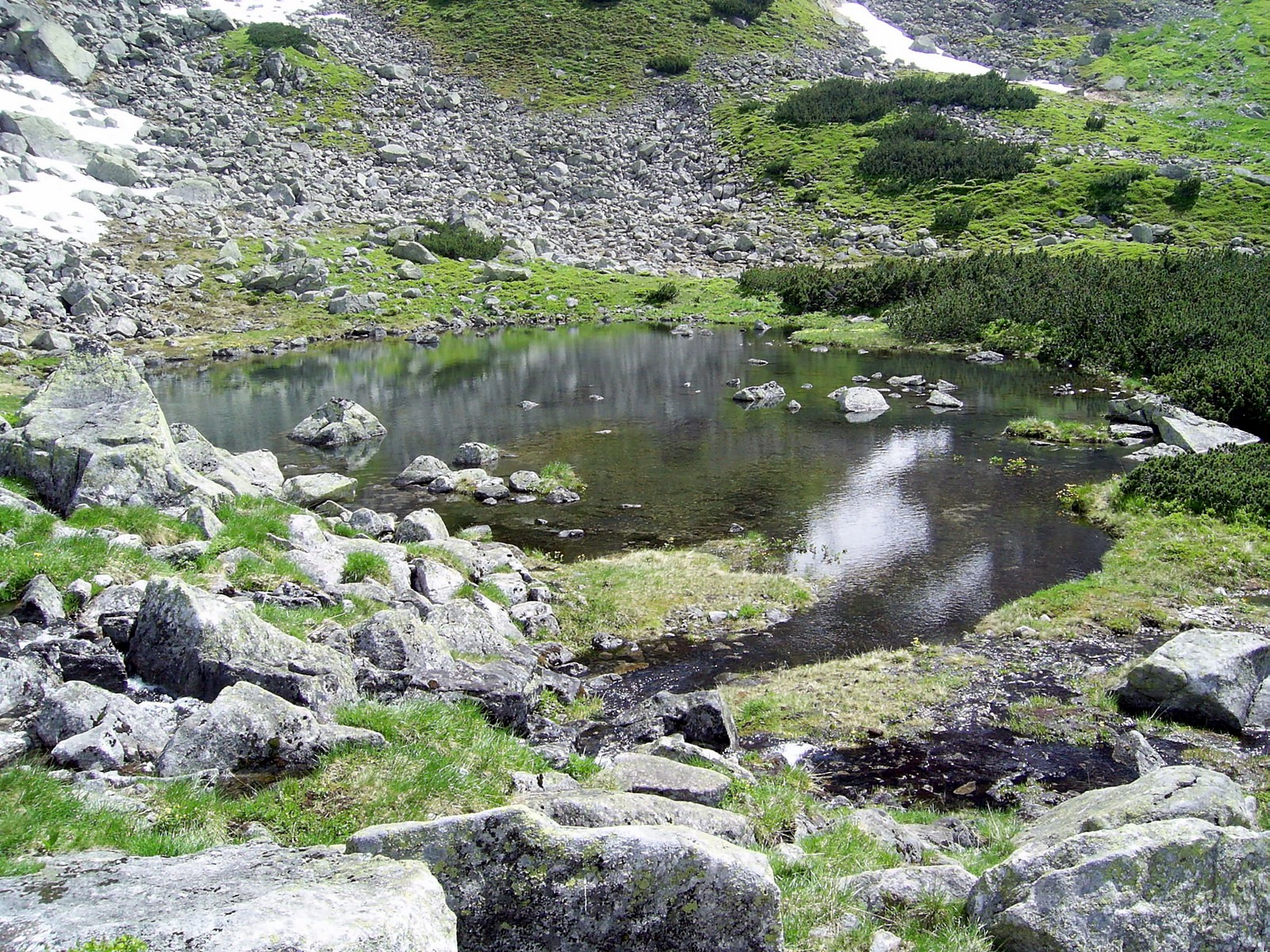
Niżni Czerwony Stawek

- Wyżni Czerwony Stawek (zachodni) – położony na wysokości 1694,6 m n.p.m., powierzchnia 0,27 ha, głębokość 1,4 m
- Niżni Czerwony Stawek (wschodni) – położony na wysokości 1693,2 m n.p.m., powierzchnia 0,15 ha, głębokość 1 m

Powyższe dane liczbowe na temat stawów pochodzą sprzed kilkudziesięciu lat. Od tej pory w wyniku spływu gruzowego znacznie zmniejszyła się powierzchnia Wyżniego Czerwonego Stawku, choć ten nadal jest większy od Niżniego. Na zdjęciu satelitarnym z 2004 r. stawy Wyżni i Niżni mają odpowiednio 0,196 i 0,138 ha.
Nad stawkami tymi stwierdzono występowanie turzycy Lachenala – rzadkiej rośliny, w Polsce występującej tylko w Tatrach i to w nielicznych tylko miejscach

## Szlaki turystyczne
szlak przebiegający pomiędzy Czerwonymi Stawkami a Kurtkowcem na przełęcz Karb. Czas przejścia od szlaku czarnego: 30 min, ↓ 20 min
 szlak rozpoczynający się przy żółtym szlaku Murowaniec – Kasprowy Wierch i przebiegający przy zachodnim brzegu Czerwonego Stawu Wyżniego i dalej na Świnicę przez Świnicką Przełęcz.
- Czas przejścia od Murowańca do rozwidlenia szlaków niebieskiego i czarnego: 1 h, ↓ 50 min
- Czas przejścia od rozwidlenia na Świnicką Przełęcz: 55 min, ↓ 40 min